# Gungmin yeoreobun!
Gungmin yeoreobun! (국민 여러분!?), nota anche con il titolo internazionale My Fellow Citizens!, è una serie televisiva sudcoreana del 2019.

## Trama
Yang Jung-kook è un truffatore che si ritrova costretto da una misteriosa ragazza, Park Hoo-ja, a partecipare alle elezioni per diventare membro del parlamento; senza sapere del suo lavoro, Jung-kook sposa inoltre Kim Mi-young, la quale in realtà è un'investigatrice della polizia.